# Tauranga City United Association Football Club
Pour les articles homonymes, voir Tauranga (homonymie).
Maillots
Le Tauranga City United AFC est un club néo-zélandais de football basé à Tauranga.

## Palmarès
- Coupe de Nouvelle-Zélande
  - Finaliste : 2002